# Stéphanie Do
Stéphanie Do, née le 20 décembre 1979 à Hô Chi Minh-Ville au Viêt Nam, est une femme politique française.
Membre de La République en marche, elle est députée de la 10e circonscription de Seine-et-Marne de juin 2017 à juin 2022.

## Biographie
« D'origine vietnamienne, Stéphanie Do est arrivée en France à l'âge de 10 ans. Elle a étudié l'économie et la gestion durant deux ans à l'université Paris-Est-Marne-la-Vallée, à la Cité Descartes, avant de poursuivre son cursus à l'université Paris-Panthéon-Assas (Paris II) ».
Diplômée d'un Master en gestion publique dispensé par l’École nationale d'administration (ENA) et l'université Paris Dauphine (2014), et d'un 3e cycle en global supply chain management à la Kedge Business School (2004), Stéphanie Do a travaillé dans la première partie de sa carrière (2004-2014) au sein de cabinets de conseils internationaux (Capgemini, Sopra Group, Mazars) comme consultante et manager sur des projets visant à redresser les situations économiques et sociales d’entreprises du secteur privé et public, des associations et des collectivités. Elle a ensuite occupé le poste de chef de projet comptable et financier au ministère de l'Économie et des Finances (2014-2017),.

## Parcours politique

### Débuts
Elle se trouve en 32e position sur 35 dans la liste locale sans étiquette "Pour Bussy, continuons ensemble" d'Hugues Rondeau (maire Centre national des indépendants et paysans de Bussy-Saint-Georges) aux municipales de 2014. Elle s'en détache en ne figurant plus sur sa liste lors des élections en 2015 et 2016, à la suite de leur annulation car l'édile est accusé de soustraction, détournement ou destruction de biens publics et de prise illégale d'intérêts devant le tribunal de Meaux.

### Députée

#### Élection
Stéphanie Do s'engage avec La République en marche lors de sa fondation en avril 2016 en occupant les fonctions de référente départementale de la Seine-et-Marne jusqu'en juin 2017 et de directrice de campagne du candidat Emmanuel Macron en Seine-et-Marne lors des élections présidentielles[réf. nécessaire].
Elle est élue députée dans la dixième circonscription de Seine-et-Marne lors des élections législatives de 2017 sous les couleurs de La République en marche,.

#### Fonctions à l'Assemblée nationale
En juillet 2019, à l'occasion des élections pour le renouvellement des postes à responsabilités au sein du groupe LREM à l'Assemblée, elle dépose une candidature pour la présidence du groupe LREM. Sa candidature est un acte militant motivé par le « constat du manque de représentativité, au sein des postes à responsabilité, de députés issus de la diversité et qui sont à l'image de notre pays ». Elle n'obtient qu'une seule voix.

#### Activité législative
Elle est nommée rapporteure pour l'avis budgétaire sur le logement et préside le groupe de travail sur la loi logement (ÉLAN) portée par le secrétaire d’État auprès du ministre de la Cohésion des territoires Julien Denormandie et par le ministre de la Cohésion des territoires Jacques Mézard.
Elle est l’auteure de plusieurs rapports dans le cadre de ses fonctions au sein de la Commission des affaires économiques. Ils contiennent une série de propositions relatives à la problématique du logement. Chaque année depuis le début de son mandat, elle a été désignée rapporteure pour avis budgétaire sur les crédits dédiés au logement au sein des projets de loi de finances. Dans ce cadre, elle milite notamment pour le maintien de l'APL Accession et du Prêt à Taux Zéro,.

#### Élections législatives de 2022
Elle échoue en 2022 à conserver son siège de députée, battue par Maxime Laisney (Nupes).

## Synthèse des résultats électoraux

### Élections législatives
| Année | Parti | Parti     | Circonscription       | 1er tour | 1er tour | 1er tour | 2d tour | 2d tour | 2d tour | Issue    |
| Année | Parti | Parti     | Circonscription       | Voix     | %        | Rang     | Voix    | %       | Rang    | Issue    |
| ----- | ----- | --------- | --------------------- | -------- | -------- | -------- | ------- | ------- | ------- | -------- |
| 2017  |       | LREM      | 10e de Seine-et-Marne | 12 796   | 38,12    | 1er      | 15 154  | 56,31   | 1er     | Élue     |
| 2022  |       | HOR (ENS) | 10e de Seine-et-Marne | 8 612    | 25,51    | 2e       | 14 880  | 41,64   | 2e      | Battue   |
| 2024  |       | HOR diss. | 10e de Seine-et-Marne | 7 440    | 14,50    | 3e       |         |         |         | Éliminée |

## Publications
- En route vers l'Assemblée nationale, Les trois colonnes, 2023[19].